# 慶應義塾女子高等学校
慶應義塾女子高等学校（けいおうぎじゅくじょしこうとうがっこう、英語: Keio Girls Senior High School）は、東京都港区三田に所在する私立女子高等学校。
慶應義塾大学と連携して高大一貫教育を行っている。
慶應義塾中等部から内部進学する100名弱と、外部の中学校から入試を経て進学する約100名から構成される。内部進学者と外部進学者との間では、高等学校第1学年から混合してクラスを編成する。
略称は慶應女子高、慶女。塾内では女子高といえば当校を指す。

## 概要
慶應義塾が戦後女子を受け入れ始める過程で、一貫教育校で女子の進学先がないという消極的理由により、設立された。卒業生は慶應義塾大学へ全員進学できる。ただし定員のある学部があり、法学部法律学科・政治学科へはそれぞれ27名、経済学部へは例年60名程度、医学部へは5名で一定している。希望学部へは、成績だけでなく2, 3年次の選択科目に所定の履修が必要である。
1学年約200名の6クラス編成である。入学者は約100名の外部受験者と約90名の慶應義塾中等部の女子進学者から構成される。

## 交通アクセス
出典 : 
| 路線名                            | 最寄り駅   | 徒歩所要時間 |
| --------------------------------- | ---------- | ------------ |
| 都営地下鉄三田線 都営地下鉄浅草線 | 三田駅     | 8分          |
| JR山手線 京浜東北線               | 田町駅     | 10分         |
| 東京メトロ南北線                  | 白金高輪駅 | 10分         |
| 東京メトロ南北線                  | 麻布十番駅 | 20分         |
| 都営地下鉄大江戸線                | 赤羽橋駅   | 20分         |

## 環境

### 校地
江戸時代には陸奥会津藩松平家の下屋敷であった。その跡地に建てられたため、校内には日本庭園が残り、都心ながら落ち着いた環境にある。
本館2階に繋がるテラスへの階段脇に見える門は、旧徳川達孝伯爵邸の庭園に使用されていた門である。十三重の石塔を含む庭園も備える。
2014年から別館校舎が新たに加わり、学習環境が向上した。

### 周辺
慶應義塾大学三田キャンパスに近く、中等部に隣接している。
都市部のため校庭と呼ばれるものがなく、体育は地下の体育館と屋上のテニスコートを使用する。

## 象徴

### 校歌
- 女子高等学校校歌 - 1958年制定、作詞：藤浦洸、作曲：増永丈夫[5]

### 服装
指定品は少ない。冬服は、グレーのダブルジャケット、ベスト、ひだのないタイトスカートの、スリーピース。夏服は、冬服と同じベストとスカートのみ。その他の服装は以下の通り、かなり自由となっている。
- セーターは紺色のものを自前で用意する。ブラウスは白色が指定されているのみ[6]で、形などに制限はなく、自前で用意する。
- 靴下は色指定もなく自由。鞄も自由である。靴やコートも一定の規則の範囲内で自分で用意することになる。
- カーディガンは禁止[7]。スカート丈、髪の毛に関する規則も一切ないが、装飾品（アクセサリー、化粧、マニキュア等）は禁止。これは設立以来校則が変わっていないため、当時あったものは禁止されているが、比較的新しいもの（パーマ、染髪等）に関しては指示がないということである。

教員が服装、髪型について意見することは殆どなく、基本的に生徒会が規制している。
年に何回か抜き打ちで、生徒会による登校時の服装チェック（異装検査：いそけん）があり、アクセサリーの没収やマニキュアの除去、化粧の指摘などを行う。

## 教育

### 校訓
「自由」（女性を一段低くみる社会の偏見から自由になる、の意）「開発」（能力を）「創造」の3つである。

### 教育方針
自立した経済力のある女性を育てることを推進する教育を行っている。したがって、「女性らしさ」を出す方針ではなく、礼法の授業やテーブルマナー実習といった教育は行われていない。

### 構成
慶應義塾の一貫教育校の内、唯一の女子校。約100名の外部受験者入学者と、例年100名弱の慶應義塾中等部からの内部進学者（そのうち半数は慶應義塾幼稚舎出身）から構成される。

### 教育課程
- 教科書を中心とするオーソドックスな授業が行われているが、2年次からは豊富な選択科目が設置されている。生徒各自の知的興味、進路や希望学部に応じた履修を行う。外国語には、フランス語、ドイツ語、中国語なども選択可能である。
- 宇宙授業や遠隔会議といったユニークかつ新しい教育の試みも行われている。
- 伝統的な課題として、白居易の漢詩をそらんずる「長恨歌の全文暗唱」、原稿用紙80枚以上の小説を執筆する「80枚創作」（生徒の完全独自のオリジナル創作）、文学作品に関する論文を作成する「国語科レポート（論文）」が長年に渡って続けられている[7]。

なお、教員は原則として大学院修了以上しか採用していない。

### 進路
卒業すれば全員が慶應義塾大学に進学できるが、医学部・法学部・経済学部には定員が設けられている。特に慶應医学部は定員枠が5人と極めて少なく、慶應義塾女子高校から慶應医学部に内部進学するのはかなりの難関である。そのため、医学部志望者は他大学の医学部を一般受験して進学する者が多い。

## 入試
- 2008年度から推薦入試を開始した。2014年度に推薦入試枠を10名から20名に倍増し、2024年度から一般入試70名、推薦入試30名、帰国枠若干名となっている。
- 一般入試と帰国入試は同日に行われる。国語・英語・数学に加えて作文がある。高校の学習指導要領からも出題される。
- 推薦入試は、出願書類に加えて、5教科横断型の適性検査と面接がある。

## 学校行事
学校行事が非常に盛んである。

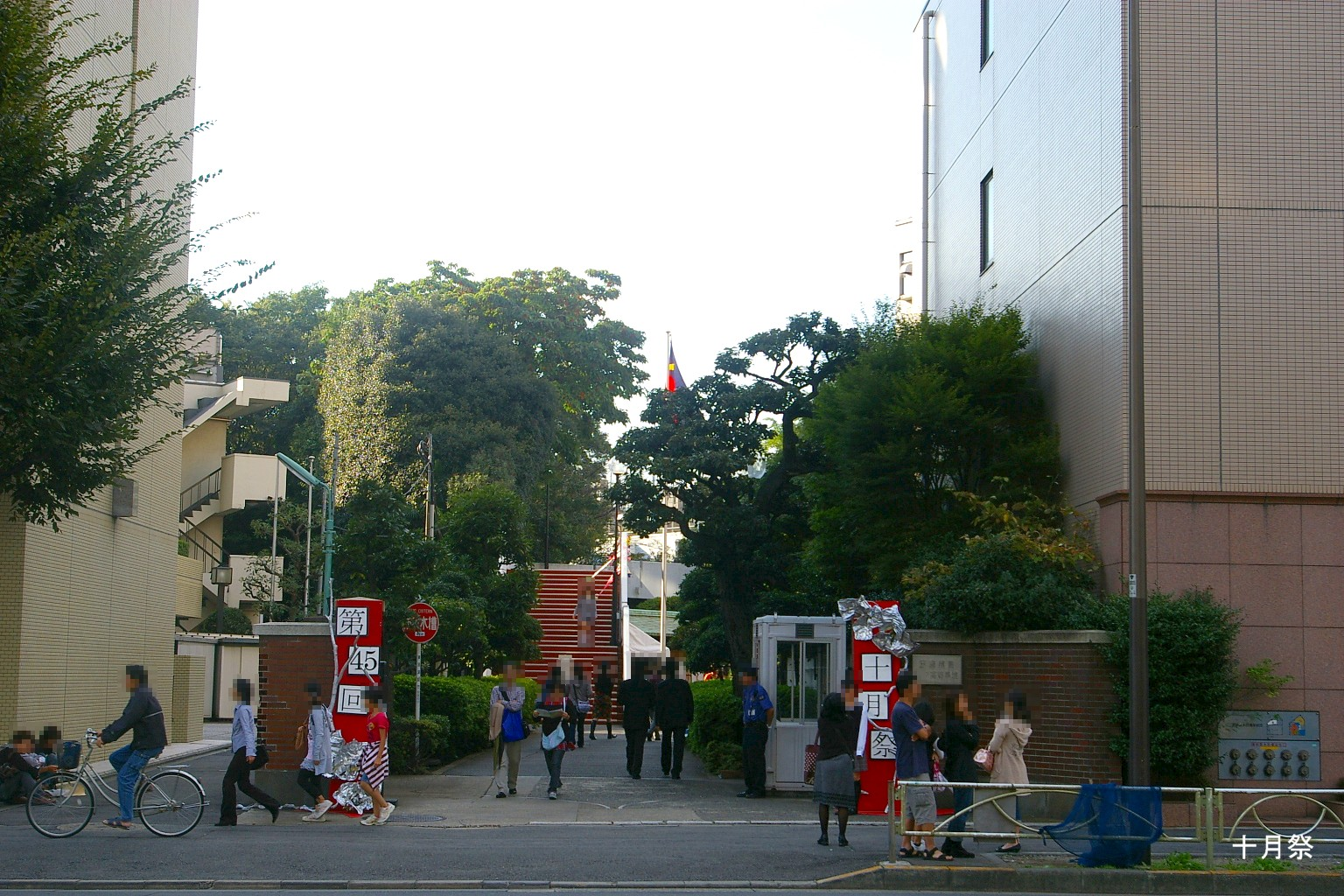
第45回十月祭

- 「演劇会」（6月）ではクラス全員が宝塚並みの舞台を演出・披露し、木工作業もなんのその、並々ならぬ努力をもって準備を行う。
- 「運動会」（9月）では女子高でありながら「棒倒し」や「騎馬戦」が行われ、白熱した戦いが繰り広げられるが、準備は1週間程度しか行わない。
- 「十月祭」（かんなさい）は毎年10月、外部に公開される文化祭で、生徒たちは部活動単位で参加して、大きな予算を組んで本格的な運営が行われる。
- 旅行は学年別に用意されており、1年は草津の野外活動、2年は奈良の研修旅行、3年は京都の修学旅行がある。

なお、行事期間中に異装検査に引っかかると、行事での減点となるという。

## 部活動
高校野球におけるバトン部のチアリーディングによる応援などのように、塾高や志木高と提携し共同で活動を行っているクラブもある。慶應義塾大学と共に活動するクラブもある。
文科系クラブ
- アイリッシュハープアンサンブル
- 英語会
- 演劇部
- 楽友会
- 華道部
- 奇術部
- 軽音楽部
- 茶道部
- 生物研究会
- 電子計算機研究会
- 天文研究会
- 美術部
- 漫画研究会
- マンドリンクラブ
- ワグネルソサィエティオーケストラ
- クッキング同好会

体育系クラブ
- アーチェリークラブ
- 弓術部
- 競走部
- 剣道部
- ゴルフ部
- 水泳部
- スキー部
- スケート部
- 卓球部
- 庭球部
- 馬術部
- バスケットボール部
- バドミントン部
- バトン部
- バレーボール部
- ラクロス部

## 著名な出身者

### 学者／政治家／弁護士／医師
- 向井千秋 - 医学部卒、日本人女性初の宇宙飛行士、女子高から
- 岡部喜代子 - 民法学者、元最高裁判所判事、元慶應義塾大学法科大学院教授、中等部から
- 小宮山泰子 - 衆議院議員
- 加藤鮎子 - 衆議院議員、内閣府特命担当大臣（こども政策）、女子高から
- 河路由佳 - 日本語教育学者、歌人、元東京外国語大学外国語学部教授
- 島岡まな - 法学者、大阪大学大学院法学研究科教授
- 君嶋祐子 - 法学者、弁護士、慶應義塾大学法学部教授
- 萩谷麻衣子 - 弁護士、タレント
- 西美友加 - 弁護士、女子高から
- 大島美恵子 - 工学部卒、生化学者、東北公益文科大学元副学長、財団法人日本科学協会元会長
- 宮川絢子 - 医学部卒、外科医（スウェーデン・カロリンスカ大学病院泌尿器科勤務）、女子高から
- 野田実香 - 医学部卒、眼科医、日本眼形成再建外科学会理事長、中等部から
- 黒田優佳子 - 医学部卒、産婦人科医（専門は男性不妊症）、幼稚舎から
- 小平麻衣子 - 日本近代文学研究者、慶應義塾大学文学部教授、女子高から
- 山本晶 - 経営学者、慶應義塾大学商学部教授、女子高から
- 岩波敦子 - 西洋史学者、慶應義塾大学理工学部教授
- 浜佳葉子 - 東京都教育委員会委員長、元町田市副市長、元東京都生活文化局長、元東京都水道局長、女子高から
- 向山淳 - 政治家、衆議院議員、女子高から
- 七海ひろこ - 幸福実現党財務局長、女子高から

### 文化人
- 池田晶子 - 哲学者・文筆家、女子高から
- 勝間和代 - 著述家・評論家（マッキンゼー・JPモルガン等を経て独立）、中等部から
- 下村満子 - 元朝日ジャーナル編集長
- 渡辺圭 - ジャーナリスト
- やなぎやけいこ - 児童文学作家・翻訳家
- 高橋うらら - 児童文学作家、女子高から
- 山口由美 - 旅行随筆家・ノンフィクション作家、女子高から
- 開高道子 - エッセイスト
- 茜灯里 - 作家・科学ジャーナリスト、中等部から
- 鹿内植 - テレビプロデューサー、幼稚舎から
- 梅田みか - 脚本家・エッセイスト、幼稚舎から
- 加藤浩子 - 古典音楽評論家、幼稚舎から
- 朝吹真理子 - 小説家、幼稚舎から
- 片岡周子 - 小説家、幼稚舎から
- 川久保玲 - ファッションデザイナー、幼稚舎から
- 渡辺陽子 - ファッションデザイナー、幼稚舎から
- 高木ゑみ - 料理研究家、幼稚舎から
- 池上真麻 - ライフスタイルコーディネーター、幼稚舎から
- 池上紗織 - 料理研究家、幼稚舎から
- 藤倉梓 -  ミュージカル脚本家・作詞家・作曲家・翻訳家、幼稚舎から
- 砂川幸子 - 演出家、舞台監督、幼稚舎から
- 児玉明子 - 演出家
- 柳川あかり - アニメプロデューサー、女子高から
- 加藤康子 - 都市経済研究家・評論家
- 阪谷綾子 - 教育者、幼稚舎から
- 増原裕子 - LGBT活動家・社会起業家・文筆家、女子高から

### アナウンサー／キャスター
- 田中泉 - 元NHKアナウンサー、女子高から
- 上原光紀 - NHKアナウンサー、中等部から
- 星麻琴 - NHKアナウンサー、中等部から[12]
- 山下美穂子 - 元日本テレビアナウンサー、フリーアナウンサー、幼稚舎から
- 大島典子 - 元日本テレビアナウンサー、女子高から
- 外山惠理 - TBSアナウンサー、幼稚舎から
- 近藤夏子 - TBSアナウンサー、幼稚舎から
- 篠田潤子 - 元テレビ朝日アナウンサー、東京通信大学教授、女子高から
- 萩野志保子 - テレビ朝日アナウンサー、女子高から
- 河野明子 - 元テレビ朝日アナウンサー、幼稚舎から
- 弘中綾香 - テレビ朝日アナウンサー、中等部から
- 末武里佳子 - テレビ東京アナウンサー、中等部から
- 豊原ミツ子 - 元フジテレビアナウンサー
- 永麻理 - 元フジテレビアナウンサー、女子高から
- 渡邊渚 - 元フジテレビアナウンサー、女子高から
- 根本美緒 - フリーアナウンサー・気象予報士、元東北放送アナウンサー、幼稚舎から
- 徳重杏奈 - 元名古屋テレビ放送アナウンサー
- 小菅晴香 - 元北海道文化放送アナウンサー
- 松田和佳 - 静岡朝日テレビアナウンサー、幼稚舎から
- 中村彩賀 - CBCテレビアナウンサー、幼稚舎から
- 鈴木美穂 - 元日本テレビニュースキャスター、報道記者、女子高から

### 女優／声優
- 筑波久子 - 元女優、映画プロデューサー、女子高から
- 奈月ひろ子 - 女優、女子高から
- 長谷川稀世 - 女優、幼稚舎から
- 紺野美沙子 - 女優、女子高から
- 菊池麻衣子 - 女優、中等部から
- 小林千香子 - 元女優
- 永夏子 - 女優、幼稚舎から
- 柴本幸 - 女優、幼稚舎から
- 村中暖奈 - 女優、幼稚舎から
- 井上麻美子 - 女優、女子高から
- 工藤あかり - 女優、女子高から
- 芦田愛菜 - 女優・タレント・歌手、中等部から
- 新野七瀬 - 女優、女子高から
- 川瀬晶子 - 女性声優、幼稚舎から
- 陵あきの - 元宝塚歌劇団宙組娘役、幼稚舎から
- 則松亜海 - 元宝塚歌劇団雪組娘役、女子高から

### タレント／モデル／アイドル
- 梓真悠子 - タレント・女優・料理研究家、幼稚舎から
- 園原ゆかり - ファッションモデル、幼稚舎から
- 竹井美咲 - 元タレント、フジテレビ社員
- 森星 - ファッションモデル・タレント、幼稚舎から
- 山下晴加 - モデル、女子高から
- 山木梨沙 - 元アイドル・歌手、中等部から[13]
- 北川悠理 - アイドル、女子高から
- 松野未佳 - 元タレント・ボランティア団体代表、幼稚舎から
- 麻丘真央 - アイドル

### 音楽家／歌手
- 千住真理子 - ヴァイオリン奏者、幼稚舎から
- 神谷百子 - マリンバ奏者、幼稚舎から
- YUKA (moumoon) - 歌手、幼稚舎から
- 未来玲可[14] - 元歌手、幼稚舎から
- 大橋莉子 -  作詞家・作曲家・編曲家、幼稚舎から
- 宮崎奈穂子 - シンガーソングライター
- 遼花 - シンガーソングライター、女子高から

### 実業家／経営者
- 笹田珠生 - バンク・オブ・アメリカ在日代表、BofA証券株式会社代表取締役社長、女子高から
- 星野朝子 - 日産自動車執行役副社長、中等部から
- 二谷友里恵 - トライグループ代表取締役社長、元女優、幼稚舎から
- 田中雅子 - 経営コンサルタント、田中総研代表、女子高から
- 加藤百合子 - 株式会社エムスクエア・ラボ代表取締役社長、女子高から
- 大西利佳子 - 株式会社コトラ代表取締役社長、中等部から
- 椎木里佳 - 株式会社AMF代表取締役社長、幼稚舎から

### スポーツ
- 宮脇花綸 - フェンシング（フルーレ）選手、女子高から
- 高田茉莉亜 - 馬術選手、幼稚舎から
- 白子未祐 - 女子ラグビーユニオン選手、7人制ラグビー女子日本代表、幼稚舎から